# Valvata
Valvata è stata una località romana dell'Etruria che la Tavola Peutingeriana situa a 8 miglia romane da Pisa (Pisae), lungo la via che conduce a Firenze (Florentia). In passato è stata identificata con Cascina, anche se questa resta solo un'ipotesi; un'altra ipotesi di identificazione è con Fornacette. Niccolò Sansone nella Tavola dell'Italia antica, come riporta il Targioni Tozzetti, suppone essere Pontedera.